# Hayes (Mosela)
Hayes é uma comuna francesa na região administrativa de Grande Leste, no departamento de Mosela. Estende-se por uma área de 11,99 km². Em 2010 a comuna tinha 245 habitantes (densidade: 20,4 hab./km²).